# Allopogon necans
Allopogon necans là một loài ruồi trong họ Asilidae. Allopogon necans được Wiedemann miêu tả năm 1828.